# El aliento perdido
El aliento perdido (en inglés: Loss of Breath), también conocida como Pérdida de aliento o Sin aliento: un cuento ni dentro ni fuera del "Blackwood" (en inglés: Loss of Breath: A Tale Neither in Nor Out of "Blackwood"), es un cuento escrito por el autor estadounidense Edgar Allan Poe bajo el seudónimo de "Littleton Barry". Un cuento satírico, la historia es narrada por el señor Sinaliento, quien relata su intento de encontrar y recuperar su aliento perdido, que literalmente ha extraviado. A lo largo de su viaje, lo desmiembran y desfiguran repetidamente, lo dan por muerto falsamente, lo ahorcan, lo encierran y lo entierran prematuramente. Las exageraciones absurdas pueden explicarse por el hecho de que el cuento pretendía satirizar la ficción publicada en el Blackwood Magazine de Edimburgo, que era conocido por sus textos sensacionalistas.
Inspirados por los rápidos avances científicos de la primera mitad del siglo XIX, Poe y otros escritores expresaron comúnmente sus ideas y perspectivas sobre la nueva cultura y las prácticas médicas. Como resultado, la medicina y la ficción se entrelazaron durante este período. Poe utilizó los personajes y la trama como dispositivos para transmitir aspectos y preocupaciones predominantes respecto a la medicina decimonónica. Poe también los utilizó para criticar a los practicantes con un sentimiento subyacente, que se sugirió que era común durante su época. Además, los temas de la historia reflejan movimientos y creencias filosóficas comunes de la época, como el trascendentalismo y la pseudociencia.
Una primera versión de la historia fue publicada en 1832 con el título Una pérdida decidida (en inglés: A Decided Loss); fue revisada con el título El aliento perdido en 1835, y revisada nuevamente e impresa en The Broadway Journal en 1846.

## Argumento
A la mañana siguiente de su boda, el señor Sinaliento (original: Mr. Lackobreath) grita improperios a su esposa. En mitad del discurso, Sinaliento se da cuenta de que literalmente ha perdido el aliento. Luchando por hablar, se retira a su habitación privada para meditar sobre el extraño suceso. Después de buscar por toda la habitación y no encontrar su aliento, Sinaliento decide convencer a su esposa de que debe seguir su sueño de ser actor, como una forma de evadirla a ella y a sus preguntas.
Sinaliento decide abandonar el país para mantener oculta su condición, pero tiene algunos asuntos pendientes en la ciudad. Una madrugada se sube a una diligencia abarrotada y durante el viaje la presión de hombres colosales le dislocan su cabeza y sus extremidades. Inmóvil, se considera que Sinaliento está muerto y se le declara así cuando un médico en prácticas entre los pasajeros no detecta aliento alguno con su espejo de bolsillo. El cuerpo de Sinaliento es arrojado fuera de la diligencia, lo que le provoca más heridas, y cae cerca de una taberna.

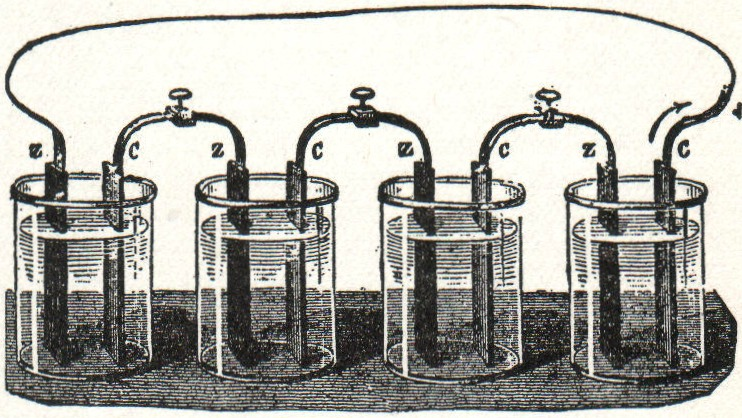
Una pila galvánica simple, una batería eléctrica utilizada a menudo como dispositivo médico en el.

El propietario de la taberna reclama el equipaje de Sinaliento y vende su presunto cadáver a un cirujano. El cirujano comienza inmediatamente una disección a Sinaliento, durante la cual nota señales de movimiento. Creyendo que Sinaliento puede estar vivo, el cirujano llama a un boticario y rápidamente extrae varios órganos para su posterior disección. El boticario cree que Sinaliento está muerto y, al electrocutarlo con una batería en una serie de curiosos experimentos, sus contorsiones se explican como resultado de una descarga eléctrica. Incapaz de llegar a una conclusión, el cirujano ata el cuerpo de Sinaliento en su ático para examinarlo más tarde.
Después de que dos gatos le muerden dolorosamente la nariz, Sinaliento recupera el control de sí mismo y se libera. Salta por la ventana y cae en una carreta que transporta a un condenado a la horca. El condenado nota el parecido de Sinaliento con él; por lo que salta de la carreta y desaparece en una callejuela. Los únicos hombres que custodian la carreta son el conductor dormido y dos reclutas de infantería borrachos, que asumen que Sinaliento es el condenado; y lo llevan a la horca donde es colgado. Sin embargo, al no tener aliento que restringir, no se ve afectado y finge convulsiones y espasmos para diversión de la multitud. Después el cuerpo de Sinaliento es sepultado en una fosa común.
El narrador se pregunta si queda vida en alguno de los ataúdes. Abre las tapa de los ataúdes a su alrededor y especula sobre la vida que pudieron haber llevado, además de sentir compasión por ellos. Cuando critica a otra figura, que le parece familiar, el hombre despierta y se defiende. Sinaliento descubre que este hombre es su vecino, el señor Airedesobra (original: Mr. Windenough), quien relata que sintió una repentina y segunda respiración cuando pasaba por la casa del narrador. Esto le provocó un ataque de epilepsia, lo que llevó al entierro prematuro de Airedesobra. Concluyendo que ese era el aliento que le faltaba, Sinaliento exige su devolución, y Airedesobra se disculpa por ello varias veces. Después de que ambos hayan llamado la atención gracias a sus restauradas fuerzas, son liberados de su aprieto. Al final de la historia, Sinaliento recuerda al lector "los méritos de esa aleatoria filosofía que es un escudo seguro, capaz de protegernos contra esos dardos de calamidad que no pueden verse, sentirse, ni comprenderse por completo".

## Análisis
Indudablemente, una de las fuentes empleadas por el autor es La maravillosa historia de Peter Schlemihl (en alemán: Peter Schlemihls wundersame Geschichte) de Adelbert von Chamisso de 1814. En la historia, Peter Schlemihl vende su sombra al diablo por una cartera sin fondo (como el saco de oro de Fortunatus), sólo para descubrir que un hombre sin sombra es rechazado por las sociedades humanas. La mujer a la que ama le rechaza y él mismo se consume de culpa. Por otro lado, algunos estudiosos incluyen también entre las obras que influyeron de forma directa el Cándido de Voltaire.
Un breve epígrafe es el inicio de una de las Melodías irlandesas de Thomas Moore:

O Breathe not...
Oh, no alientes...
Thomas Moore, Irish Melodies (1821)/Oh! breathe not his name, let it sleep in the shade

### Trascendentalismo
Explorando la espiritualidad elevada del cuerpo humano, el trascendentalismo fue uno de los principales discursos durante la época de Poe debido a las especulaciones sobre la inmortalidad y las preguntas sobre el sujeto posthumano como resultado del progreso de la medicina. Se sugiere que durante la época de Poe, los experimentos que investigaban la muerte y el límite de la vida eran populares. Las ideas filosóficas englobadas en el trascendentalismo están implícitas en El aliento perdido con la reflexión del narrador de que estaba "vivo con las limitaciones de un muerto; muerto con las inclinaciones del vivo". Sinaliento es la encarnación de una imposibilidad física: estar vivo sin respiración. Estas imposibilidades intrigaron a muchos durante el siglo XIX porque los nuevos descubrimientos refutaban creencias previas que se creían verdaderas. : 64 La separación del cuerpo y la esencia, o vida, de uno se sugiere con el comentario del narrador: "que no morí. Mi cuerpo lo estaba, pero yo no tenía aliento para estarlo". Otra imposibilidad física percibida y sugerida en el cuento de Poe es la reanimación. Hay puntos en el cuento en los que Sinaliento permaneció inmóvil, como después del viaje en autobús y después de que su cuerpo fuera sometido a procedimientos quirúrgicos y experimentación. Sin embargo, poco después el personaje se despertó y volvió a la vida. Explorando más a fondo el límite de la materia y la trascendencia de la ciencia, durante su búsqueda de su aliento al principio de la historia, Sinaliento sugiere que su aliento, un indicador de los vivos, "puede que tuviera una forma tangible". 
De manera similar, Poe explora la "metafísica absurda" con la mención de Schelling, un filósofo alemán. En un borrador del relato, el narrador señala: "En muy poco tiempo, el propio Schelling se habría sentido satisfecho con mi pérdida total de identidad propia". Schelling investigó si la idea de la identidad personal se pierde con la muerte y la entidad singular de un individuo más allá de la vida y la muerte. Sinaliento representa estas preocupaciones porque continúa identificándose como él mismo a pesar de tener características de los muertos, como la falta de respiración; sin embargo, al perder la capacidad de comunicarse eficazmente, pierde su identidad. En última instancia, no puede definirse ni como vivo ni como muerto, pero todo lo que es continúa estando más allá de estos límites.

### Pseudociencia
En la época de Poe, la pseudociencia se utilizaba como medio para explicar enfermedades y conectar a los pacientes con la medicina sin necesidad de la intervención de un médico. El público común se sintió altamente atraído por la pseudociencia como resultado de la mala comunicación entre médicos y pacientes. El conocimiento que tenían los médicos sobre la medicina también era inconsistente, y esto sirvió como otro factor que hizo atractiva la pseudociencia. Esta falta de confiabilidad y recursos llevó a muchos a intentar curar enfermedades o dolencias en casa con prácticas pseudocientíficas comunes. No existían analgésicos legítimos, por lo que el mesmerismo y el trance eran prácticas utilizadas con fines anestésicos. Utilizando tratados médicos accesibles, el público y los escritores pudieron inferir e intentar diagnosticar.
El rápido desarrollo de la tecnología médica en el siglo XIX también requirió una explicación, y aquí es donde el mesmerismo jugó un papel importante. El mesmerismo está presente en El aliento perdido con la reanimación de Sinaliento usando electricidad. El mesmerismo también se transmite de manera consistente a lo largo del relato con la convergencia de la vida y la muerte, encarnada por el protagonista. : 70 Las descripciones que hace Sinaliento de los síntomas indicativos de disnea, tal como él mismo se diagnostica, son también una forma de hacer presente la pseudociencia. Por ejemplo, destaca su ansiedad y la "acción espasmódica de los músculos de la garganta". Los experimentos hipnóticos dieron paso al sensacionalismo, del que muchos críticos acusaron a Poe de utilizar. Considerado el "lenguaje de la sensación", Poe utilizó el sensacionalismo a través del trance mesmérico. Sinaliento representaba un estado de muerte artificial que empujaba los límites del potencial humano y exploraba las sensaciones y la conciencia que se sentían en la transición consciente de la vida a la muerte. 

## Contexto histórico

### Medicina delsigloXIX
Durante el siglo XIX, Estados Unidos estaba logrando grandes avances científicos y se estaban descubriendo teorías que hoy conocemos. En este período anterior a la guerra civil, la física en particular estaba en pleno auge con los descubrimientos de la resistencia y la conductancia eléctricas y la inducción electromagnética, por ejemplo. La ciencia estaba sugiriendo un nuevo potencial humano, y esto despertó una creciente fascinación, interés e incluso temor ante nuevas ideas, conceptos y prácticas médicas. Muchas de estas se plasmaron en la escritura y el arte. Uno de los campos que estaba avanzando en ese momento era el de las prótesis, las cuales se siguieron explorando y aplicando. La idea de partes corporales artificiales se expresa en El aliento perdido. Mientras buscaba el aliento, el narrador menciona haber tropezado con "una dentadura postiza, dos pares de caderas postizas y un ojo". El repetido desmembramiento, separación y unificación de partes del cuerpo en El aliento perdido también se puede atribuir a la aparición de prótesis. Por ejemplo, el narrador comenta: "todos mis miembros estaban dislocados", "me rompieron ambos brazos" y "me cortaron las orejas"; sin embargo, estas cosas nunca resultaron paralizantes para el narrador. : 64 
Además, era una época en la que se utilizaban procedimientos quirúrgicos y experimentos para la investigación; sin embargo, no existía una forma absoluta de diagnosticar la muerte ni de determinar el momento exacto de la misma. En el siglo XIX se produjeron numerosos casos de entierros prematuros, lo que preocupó a muchos. Finalmente, algunas personas sintieron la necesidad de inventar mecanismos dentro de los ataúdes que pudieran alertar a quienes los rodeaban de que había vida en su interior; a menudo se los denomina ataúdes de seguridad. Como resultado, Poe no era el único preocupado por el entierro prematuro. Aunque Poe expresó explícitamente esta preocupación en El entierro prematuro,  de manera más bien implícita, pero aun así, la transmitió en El aliento perdido con el entierro prematuro no solo de Sinaliento sino también el de Airedesobra. Sinaliento es declarado falsamente o asumido muerto en múltiples ocasiones: por los viajeros del carruaje, el médico en ejercicio, el cirujano, el boticario y el verdugo. Después de sufrir un ataque epiléptico, Airedesobra es dado por muerto. El narrador se preocupa de señalar que "me sumí en especulaciones relativas a la naturaleza mortal del interior", transmitiendo las dudas de la época.

### Crítica a los médicos
Un sentimiento popular durante el siglo XIX era la falta de confianza en los médicos. Poe expresó esto muchas veces en sus escritos,: 64 siendo El aliento perdido una de sus sátiras más agudas de la profesión. : 70 Se enfatizó el alcance de la intrusión e invasión del propio cuerpo por parte de un anatomista y se generó temor. Existía la preocupación de cómo se "violaría" el cadáver con instrumentos quirúrgicos y un miedo a lo desconocido y a entregar el cuerpo libre y voluntariamente a profesionales que tal vez no supieran lo que estaban haciendo. : 65 A veces, un simple coma o una animación suspendida temporal era la causa de una autopsia o un entierro prematuro. Esta crítica se transmite en El aliento perdido cuando el cirujano no duda en cortar a Sinaliento inmediatamente, sin darse cuenta de que en realidad estaba vivo antes de hacerlo. Por ejemplo, “tras haberme cortado las orejas, [el cirujano] descubrió señales de vida”. A pesar de reconocer signos de vida, el cirujano procedió a extraer órganos para su disección. El boticario también es considerado ignorante mientras experimenta curiosamente con el cuerpo de Sinaliento y no logra observar los signos de vida mientras el narrador lucha por representarlos. Poe caracterizó el conocimiento limitado entre los médicos: el médico en prácticas, el cirujano y el boticario. Por otra parte, en la fosa común, Sinaliento descubrió que Airedesobra en realidad estaba vivo, aunque se le consideraba muerto tras sufrir un ataque epiléptico. Poe sugiere que la gente común en la fosa común puede determinar el estado de muerte o vida de otra persona mejor que los médicos en activo. Otra crítica a las prácticas médicas fue la falta de instrumentos y tecnología precisos. Por ejemplo, el médico que estaba en el carruaje no tenía más que un espejo de bolsillo para determinar si Sinaliento estaba vivo, lo que llevó a una conclusión inexacta.
Poe también profundiza en el discurso defectuoso y en los diagnósticos de los profesionales. Muchos consideraban que los médicos proporcionaban a los pacientes información incompleta o inconsistente durante la época de Poe. Los médicos fueron criticados por evitar nombrar claramente la enfermedad. El narrador de El aliento perdido se burla de esto porque se diagnostica a sí mismo como alguien que tiene disnea al notar varios síntomas comunes de esta enfermedad, pero nunca lo declara explícitamente. Él detalla sus síntomas para demostrar su conocimiento; por ejemplo, la falta de aire es uno de los síntomas, que se enfatiza con la completa falta de aliento del personaje. Además, la disnea se asocia con espasmos en la garganta, que el narrador señala: "aquel tono de voz dependía, según advertí, no del paso del aliento, sino de una cierta acción espasmódica de los músculos de la garganta". : 71 

## Publicación
El cuento fue publicado inicialmente el 10 de noviembre de 1832 con el título Una pérdida decidida en el Saturday Courier, Vol. II, no. 35. En esta primera versión, los personajes no tienen nombre y el narrador muere mientras el boticario realizaba experimentos con él. Fue revisada e impresa con el nuevo nombre, El aliento perdido, en 1835, en el Southern Literary Messenger . Fue revisado nuevamente e impreso en The Broadway Journal en 1846.